# Умереть от наслаждения
«Умереть от наслаждения» (фр. Et mourir de plaisir) — фильм ужасов 1960 года режиссёра Роже Вадима. Фильм снят по мотивам новеллы 1872 года «Кармилла» Джозефа Шеридана Ле Фаню, послужившей основой для множества фильмов о вампирах-женщинах. Фильм снимался в районе Виллы Адриана и на студии Чинечитта. Выпущенный изначально в 1960 году на французском языке, фильм был перемонтирован и частично переснят на английском языке под названием «Кровь и розы» в 1962 году для американского проката.

## Сюжет

Постер к американской версии фильма

Действие происходит во владениях семьи аристократов, куда гости собираются на праздничный бал в честь бракосочетания хозяина поместья Леопольдо де Карнстайна и его невесты Джорджии Монтеверди. Перед началом в гостиной присутствуют все действующие лица. Выясняется, что подруга Джорджии, Кармилла, очень похожа на свою дальнюю родственницу, о которой ходят мрачные легенды, связывающие Карнстайнов с вампирами. В день бала Кармилла отправляется одна скитаться по округе. Контраст шумного праздника с задумчивой печалью главной героини сопровождает прекрасная музыка. Безнадёжность и отчаяние её любви к Леопольдо сокрыта от всех. Подавленная в своих внутренних переживаниях из-за женитьбы любимого, душа Кармиллы становится лёгкой добычей для древнего духа Милларки — влекущего её среди громкой музыки, веселья и праздничных фейерверков в свою обитель. Дух ведёт Кармиллу через кладбище в старый склеп, где, высвободившись, вселяется в неё, превращая в вампира…

## В главных ролях
| В ролях          |  | Персонаж               |
| ---------------- |  | ---------------------- |
| Аннет Вадим      |  | Кармилла               |
| Эльза Мартинелли |  | Джорджия Монтеверди    |
| Мел Феррер       |  | Леопольдо де Карнштайн |
| Рене-Жан Шоффар  |  | доктор Верари          |

| В ролях          |  | Персонаж         |
| ---------------- |  | ---------------- |
| Марк Аллегре     |  | судья Монтеверди |
| Альберто Бонуччи |  | Карло Руджери    |
| Серж Маркан      |  | Джузеппе         |
| Габриэла Фаринон |  | Лиза             |